# Liste der Monuments historiques in Furchhausen
Die Liste der Monuments historiques in Furchhausen führt die Monuments historiques in der französischen Gemeinde Furchhausen auf.

## Liste der Objekte
| Bezeichnung | Beschreibung | Standort                              | Kennzeichnung | Schutzstatus | Datum | Bild |
| ----------- | ------------ | ------------------------------------- | ------------- | ------------ | ----- | ---- |
| Glocke      | Bronze, 1728 | in der protestantischen Kirche (Lage) | PM67001568    | Inscrit      | 1996  |      |